# Thomas Cartwright
Thomas Cartwright (Royston, 1535 – Warwick, 27 dicembre 1603) è stato un insegnante e teologo inglese.
Fu considerato il più importante teologo del movimento chiamato Puritanesimo iniziato nel 1563 con l'esplosione del grande desiderio di semplificare l'organizzazione e di purificare la Chiesa Anglicana da tutto ciò che non era previsto nelle Sacre Scritture. Le sue opere di apologetica calvinista furono tra i testi fondamentali del puritanesimo inglese.

## Biografia
Thomas Cartwright nacque nel 1535 a Royston, nella contea del Hertfordshire in Inghilterra.
Compì gli studi presso l'università di Cambridge nel collegio Clare Hall, ma lasciò l'università per un periodo dal 1553 al 1558 per lavorare in uno studio legale. Riprese gli studi di teologia nel 1558 all'università di Cambridge presso il St John's College e diventò professore nel 1560. Dal 1563 insegnò teologia come professore associato al Trinity College.

## Teologo puritano
Dal 1565 al 1567 si trasferì in Irlanda diventando il cappellano dell'arcivescovo di Armagh.
Alla fine di questa esperienza tornò a Cambridge e continuò ad insegnare teologia fino al 1569 quando fu nominato professore titolare della cattedra di teologia al Lady Margaret Hall.
Insieme ad altri puritani come Walter Travers e William Perkins, Thomas Cartwright sosteneva il Calvinismo.
Nel 1571 emigrò a Ginevra, dove insegnò teologia all'Accademia.
Sostenuto da Théodore de Bèze, il capo della Chiesa di Ginevra, si era dedicato allo studio del Calvinismo.
Rientrò in Inghilterra nel 1572, quando i puritani John Field (1545-1588) e Thomas Wilcox (1549-1603) pubblicarono un appello sotto forma di manifesto intitolato Ammonimento al Parlamento, che incitava ad organizzare la Chiesa anglicana con una struttura non episcopale. 
Thomas Cartwright condivideva questi concetti e contribuì alla stesura di un secondo Ammonimento, che lo mise nei guai e lo costrinse a rifugiarsi all'estero fino al 1585.
Rientrato in patria fu imprigionato, ma, liberato dai suoi protettori, diventò direttore dell'ospedale a Warwick.
Nel 1590 fu condannato ed imprigionato dall'alta corte nel carcere di Fleet a Londra, ma anche questa volta fu liberato dai suoi protettori.